# Gondolo

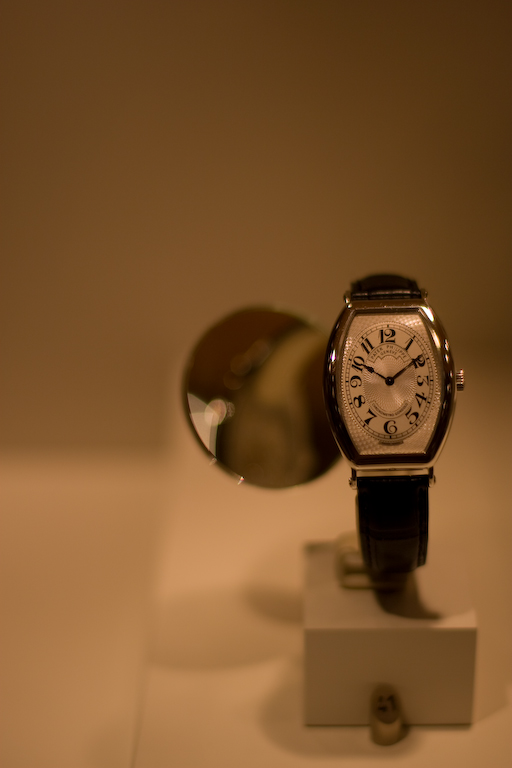
Un orologio della serie Gondolo

Il Gondolo è un modello appartenente alla casa di orologi Patek Philippe. 
Questa linea venne commissionata nel 1902 da una gioielleria di Rio de Janeiro chiamata Gondolo & Labouriau in una versione da orologio da tasca di nove carati. Nel 1993 cominciò la produzione degli omonimi orologi da polso. Nel 2007, la maison Patek ha continuato la tradizione della linea con la serie Gongolo.